# Młodzieńcze idiopatyczne zapalenie stawów
Młodzieńcze idiopatyczne zapalenie stawów, skrót MIZS (ang. juvenile idiopathic arthritis, JIA), inne nazwy: młodzieńcze reumatoidalne zapalenie stawów, młodzieńcze przewlekłe zapalenie stawów, choroba Stilla – autoimmunologiczna, nieinfekcyjna, zapalna choroba stawów o nieznanej etiologii, rozpoczynająca się przed 16 rokiem życia. Należy ją rozpatrywać jako heterogenną grupę chorób, którą łączą przede wszystkim przewlekłe zapalenie stawów i wiek wystąpienia objawów. Schorzenie ma charakter przewlekły, a do jej rozpoznania, konieczne jest ustalenie czasu trwania powyżej 6 tygodni i wykluczenie innych przyczyn. U niektórych chorych MIZS wraz z wiekiem może przekształcić się w pełnoobjawowe zesztywniające zapalenie stawów kręgosłupa bądź w reumatoidalne zapalenie stawów. Jest najczęstszą reumatyczną chorobą dzieci i młodzieży, a jej częstość występowania w tej populacji ocenia się na 1–4 przypadków na 1000.

## Epidemiologia
W wieku rozwojowym MIZS jest najczęstszą przewlekłą, zapalną chorobą reumatyczną.
Zapadalność ocenia się na 2,6–13,9 na 100 000 dzieci, a chorobowość 64–113,4/100 000. Dane badaczy z USA wskazują na zapadalność 2–20/100 000. Płeć żeńska dominuje nad męską w stosunku 1,5–2:1.

## Etiopatogeneza
MIZS to przeważnie choroba autoimmunologiczna. Oznacza to, że układ odpornościowy zaczyna zwalczać swoje własne komórki (w tym wypadku: komórki w stawach) z bliżej niewyjaśnionego powodu. Obecnie sądzi się, że do rozwoju MIZS dochodzi u osób z podatnością genetyczną, narażonych na niekorzystne czynniki środowiskowe.
Proces zapalny o przewlekłym przebiegu, pierwotnie w błonie maziowej stawów, a następnie też w okolicznych strukturach (tkanki okołostawowe, przyczepy ścięgien i mięśni, pochewki ścięgniste, nasady kostne), doprowadza do uszkodzenia chrząstki stawowej, nasad kostnych, może także powodować powikłania pozastawowe.
Prowadzone są intensywne badania w kierunku poznania przyczyny MIZS. Badania eksperymentalne wykazały, że objawy reumatyczne mogą zapoczątkować niektóre zmutowane wirusy. Uważa się też, że stres psychiczny może nasilać objawy reumatyczne, ale ograniczenie stresu nie zawsze powoduje ustąpienie objawów.
Możliwe jest także, że hormony płciowe mają wpływ na rozwój tej choroby, gdyż występuje ona znacznie częściej u dziewczynek niż u chłopców.
Postawienie rozpoznania MIZS jest możliwe dopiero po sprawdzeniu, czy objawy chorobowe nie są wywołane przez jakąś z chorób, tzn. z listy wykluczeń:
- infekcyjne zapalenie stawów
- reaktywne zapalenie stawów
- alergiczne zapalenie stawów
- toksyczne zapalenie stawów
- choroby rozrostowe
- inne zapalne choroby tkanki łącznej
- artropatie w chorobach krwi
- artropatie w chorobach metabolicznych
- układowe niezapalne choroby tkanki łącznej
- artropatie w chorobach immunologicznych
- gościec psychogenny
- fibromialgia

## Objawy
Objawy MIZS są zazwyczaj niespecyficzne, co utrudnia rozpoznanie, szczególnie na początku choroby.
Kluczowym objawem jest zapalenie jednego lub wielu stawów, które objawia się poprzez obrzęk, wysięk i ograniczeniem ruchomości, a stosunkowo rzadko bólem. Zajęcie stawów zwykle jest asymetryczne i stawami najczęściej zaatakowanymi są: staw kolanowy, staw skokowo-goleniowy, nadgarstek, rzadziej małe stawy rąk i stóp. Częściej niż w reumatoidalnym zapaleniu stawów u dorosłych we wczesnej fazie choroby stwierdza się zajęcie stawów szyjnego odcinka kręgosłupa. Czasem obrzęk bywa trudny do wykrycia, zwłaszcza jeśli dotyczy stawów kręgosłupa, krzyżowo-biodrowych, ramienia, bioderowych czy żuchwowo-skroniowych.
Inne objawy obejmują apatię, brak apetytu i spadek aktywności fizycznej. Czasem objawy przypominają infekcję grypową, która nie poddaje się leczeniu, z bólami stawowymi i gorączką. Często pierwszym objawem u dzieci jest zaburzenie chodu (kulawość).
W takich wypadkach bardzo pomocne są ultrasonografia i obrazowanie metodą rezonansu magnetycznego. W przypadku zapalenia niewielu stawów często pierwszym objawem jest zapalenie błony naczyniowej.
Ból w MIZS jest jednym z najważniejszych objawów, zwłaszcza małe dzieci mogą mieć trudności w komunikowaniu tego objawu. Często obserwuje się poranną sztywność stawów, która stopniowo ustępuje w ciągu dnia. Późniejszym skutkiem tej choroby są przykurcze mięśni oraz uszkodzenia stawów. Nasilenie poszczególnych objawów może się bardzo różnić u różnych dzieci.

## Klasyfikacja
W 2001 roku organizacja International League of Associations for Rheumatology (ILAR) opublikowała klasyfikację młodzieńczego idiopatycznego zapalenia stawów (wydanie 2, tkz. The Edmonton Revision) wyróżniając siedem podtypów tej choroby:
- młodzieńcze idiopatyczne zapalenie stawów uogólnione (U-MIZS)
- młodzieńcze idiopatyczne zapalenie stawów nielicznostawowe (skąpostawowe, N-MIZS)[a] (ang. oligoarticular JIA lub pauciarticular JIA)
- młodzieńcze idiopatyczne zapalenie stawów wielostawowe z obecnością czynnika reumatoidalnego (ang. polyarticular JIA)
- młodzieńcze idiopatyczne zapalenie stawów wielostawowe bez obecności czynnika reumatoidalnego (ang. polyarticular JIA)
- młodzieńcze idiopatyczne zapalenie stawów łuszczycowe (Ł-MIZS)
- młodzieńcze idiopatyczne zapalenie stawów związane z zapelaniem przyczepów ścięgnistych (MIZS-ERA)
- młodzieńcze idiopatyczne zapalenie stawów niezróźnicowane
  - obejmuje przypadki MIZS niespełniające kryteriów pozostałych podtypów lub spełniające kryteria więcej niż jednego z podtypóœ

### MIZS o początku nielicznostawowym
Ten podtyp choroby nazywany też skąpostawowym, rozpoczyna się zajęciem nie więcej niż 4 stawów w pierwszych 6 miesiącach choroby. A w następnych miesiącach następuje zajęcie większej liczby stawów.
Podtyp nielicznostawowy (skąpostawowy) stanowi ok. 50% wszystkich przypadków MIZS.
W tym typie częściej niż w innych typach MIZS stwierdza się obecność przeciwciał przeciwjądrowych (ANA) i często bo w 20–30% może wystąpić zapalenia błony naczyniowej oka. Dlatego dzieci z tej grupy wymagają regularnych badań okulistycznych za pomocą lampy szczelinowej.
Znacznie częściej chorują dziewczynki niż chłopcy.
Najczęściej stanem zapalnym objęte są (zwykle niesymetrycznie) stawy: kolanowe, skokowe i łokciowe, choć mogą być zajęte także mniejsze stawy, na przykład stawy rąk i stóp. W przeciwieństwie do MIZS z początkiem wielostawowym, nie dochodzi do stanu zapalnego w stawie biodrowym.

### MIZS o początku wielostawowym
Choroba tego typu obejmuje pięć lub więcej stawów w ciągu pierwszych sześciu miesięcy. Zwykle zajęte są małe stawy dłoni i stop. Stan zapalny może występować także w szyi, szczęce oraz dużych stawach: kolanach, biodrach i kostkach, najczęściej symetrycznie (np. oba nadgarstki). W tym typie MIZS również często występują dodatkowo zapalenia w gałce ocznej, więc pacjenci z tej grupy także wymagają regularnych badań okulistycznych za pomocą lampy szczelinowej. Ten typ MIZS także występuje najczęściej u dziewczynek. Czynnik reumatoidalny jest często pozytywny w tym typie choroby, zaś rzadko jest pozytywny w MIZS o początku uogólnionym.

### MIZS o początku uogólnionym
Podtyp młodzieńczego idiopatycznego zapalenia stawów uogólnionego wykazuje szczególną specyfikę w porównaniu do pozostałych podtypów. Dotyczy to objawów, powikłań i metod leczenia. Jeśli ten podtyp jest pełnoobjawowy, wykazuje następujący zestaw objawów:
- zapalenie stawów,
- gorączka,
- wysypka,
- powiększenie węzłów chłonnych,
- hepatosplenomegalia lub splenomegalia
- i zapalenie błon surowiczych.

Ten podtyp bywa często trudny do rozpoznania, ponieważ objawy są niespecyficzne, rzadko występują wszystkie razem, bywają zmienne i nie utrzymują się długo. W przeciwieństwie do pozostałych podtypów MIZS częstość występowania u obu płci jest podobna, stanowiąc 5–15% wszystkich przypadków MIZS.
U pacjentów z tym podtypem nasilenie objawów częściej wymaga leczenia ich w warunkach szpitalnych, zarówno na początku choroby, jak i podczas jej zaostrzeń.
Choroba najczęściej ma swój początek u dzieci w 1–5 roku życia, ale zdarza się też w starszym wieku.
Gorączka jest kardynalnym objawem w tym podtypie. Charakterystyczne są piki gorączki 1–2 razy dziennie powyżej 39 °C, ze spadkiem temperatury do normy lub poniżej średniej; wzrost powoduje znaczne pogorszenie stanu dziecka, a jej ustąpienie daje zdecydowaną poprawę. Gorączka ciągła, może nasuwać podejrzenie rozwoju zespołu aktywacji makrofagów (MAS).
Wysypka jest plamista lub plamisto-grudkowa, nieswędząca, łososiowego koloru, towarzyszy gorączce i zwykle blednie lub ustępuje wraz z gorączką. Brak jej wystąpienia podaje w wątpliwość diagnozę uogólnionego MIZS.
MIZS tego typu może obejmować organy wewnętrzne, prowadząc do zapalenia osierdzia.
Z chorobą tą wiąże się polimorfizm czynnika zahamowania migracji makrofagów (MIF).
Istnieją doniesienia sugerujące, że choroba ta jest młodzieńczą odmianą choroby Stilla.

## Leczenie
Fundamentalne znaczenie ma jak najwcześniejsze rozpoznanie choroby, zwłaszcza u dzieci w najmłodszej grupie wiekowej. Osiągnięcie celów terapeutycznych u dziecka chorującego na MIZS jest możliwe przy zastosowaniu optymalnego i zindywidualizowanego sposobu leczenia.
Optymalnym celem leczenia jest remisja choroby, a w określonych przypadkach, można przyjąć za cel zapobieganie trwałym uszkodzeniom i przeciwdziałanie pogorszeniu jakości życia.
Kryteria remisji (ang. Clinical Inactive Disease, CID) zaproponowane przez The American College of Rheumatology (ACR):
- bez aktywnego zapalenia stawów
- bez gorączki, powiększenia węzłów chłonnych, hepato/splenomegalii, zap. błon surowiczych, wysypki (związanych z MIZS)
- bez zapalenia błony naczyniowej (uveitis)
- prawidłowe stężenie białka C-reaktywnego (CRP, C-reactive protein) i prawidłowy odczyn opadania krwinek czerwonych (OB)
- całościowa ocena choroby przez lekarza wynoszącą 0 (w skali 0–10)
- sztywność poranną trwającą krócej niż 15 minut

W MIZS wyróżniono, tzn. „czynniki złej prognozy”, które wskazują na małe prawdopodobieństwo uzyskania podczas leczenia trwałej remisji:
- zapalenie stawu biodrowego, skokowego, nadgarstkowego, zmiany zapalne w obrębie kręgosłupa szyjnego
- długotrwałe utrzymywanie się podwyższonych wskaźników zapalnych ostrej fazy
- w RTG cechy uszkodzenia struktury stawów (nadżerki, geody, zwężenie szpary stawowej)
- stwierdzanie czynnika reumatoidalnego lub przeciwciał przeciwko cyklicznemu cytrulinowanemu peptydowi (anty-CCP)
- gorączka
- konieczność ogólnoustrojowego leczenia glikokortykosteroidami

Stosuje się doustnie leki hamujące działanie układu odpornościowego, czyli immunosupresyjne (kortykosteroidy), niesteroidowe leki przeciwzapalne, chlorochinę, a w leczeniu usprawniającym iniekcje dostawowe ze sterydów. W ciężkich przypadkach stosuje się metotreksat oraz leki biologiczne, na przykład etanercept, adalimumab.
Osoby chore powinny przyswajać odpowiednią ilość witaminy D, wapnia, białek i przyjmować pokarmy o odpowiedniej wartości kalorycznej. W jednym z badań na grupie 32 pacjentów z MIZS stwierdzono istotny spadek CRP po zastosowaniu suplementacji kwasów tłuszczowych omega-3. W innym badaniu, 23 dzieci chorych na MIZS podzielono losowo na dwie grupy. W pierwszej grupie zwiększono zawartość kwasów omega-3 w diecie, a w drugiej nie. Po 5 miesiącach eksperymentu, średnia dzienna dawka ibuprofenu przyjmowanego przez dzieci w pierwszej grupie spadła z 28,4 mg/kg do 23,4 mg/kg, a w drugiej grupie średnia dawka ibuprofenu spadła z 23,7 mg/kg do 22,7 mg/kg. Stwierdzono też korzystny wpływ spożycia nasion sezamu, zmniejszający dolegliwości reumatyczne.
W przypadku przykurczy i ograniczenia ruchomości stawów, konieczna jest rehabilitacja ruchowa, a także inne formy fizjoterapii.
Jeśli objawy choroby mimo leczenia utrzymują się przez kilka lat w jednym lub kilku stawach, można rozważyć przeprowadzenie zabiegu synowektomii chemicznej (tzw. synowiorteza, np. z czterotlenkiem osmu) lub radioizotopowej (tzw. radiosynowektomia, np. z użyciem izotopu itru). Zabiegi te polegają na wstrzyknięciu do stawu związku chemicznego lub krótkotrwałego izotopu promieniotwórczego, który ma miejscowe działanie przeciwzapalne i hamuje podziały komórek. Jeśli w wyniku długotrwałego stanu zapalnego nastąpi znaczne pogrubienie błony maziowej, prowadzące do uszkodzeń chrząstki, na przykład w stawie kolanowym, można przeprowadzić synowektomię artroskopową, czyli operacyjne usunięcie nadmiaru błony maziowej. Synowektomia artroskopowa zmniejsza nasilenie objawów choroby na okres od 1 do 1,5 roku, ale wymaga długotrwałej rehabilitacji.

## Powikłania
Najczęstszym pozastawowym powikłaniem w przebiegu MIZS jest zapalenie naczyniówki, które występuje u 20% chorych i może prowadzić do wystąpienia jaskry, zaćmy, a nawet do całkowitej utraty wzroku. Początkowo zapalenie naczyniówki może być bez objawowe, dlatego chorzy z MIZS powinni podlegać skriningowi okulistycznemu. Wczesne wprowadzenie leczenia, ma istotne znaczenie w opanowaniu choroby. Leczenie immunosupresyjne pozwala ograniczyć stosowanie glikokortykosterydów miejscowo i ogólnoustrojowo. Z leków biologicznych stosowany jest z powodzeniem adalimumab. W trakcie prób klinicznych jest terapia z zastosowaniem tocilizumabu i baricytynibu.
Inną częstą komplikacją MIZS jest spowolnienie wzrostu spowodowane tą chorobą. Co więcej, podawane leki (kortykosteroidy) dodatkowo mogą ograniczać wzrost dziecka, a także doprowadzić do osteoporozy oraz otyłości posterydowej – dlatego ważna jest odpowiednia dieta (niskokaloryczna, bogata w białko).
W przypadku niesymetrycznego zajęcia stawów kończyn może dojść do znacznej różnicy długości kończyn. Te różnice, jeśli nie przekraczają 3 cm, najlepiej skorygować nowoczesnymi metodami dopiero po ukończeniu wzrostu (zamiast dawniej stosowanej korekcji u dzieci, która często wymagała ponownej korekty po ukończeniu wzrostu).
U pacjentów, których leczenie rozpoczęto zbyt późno lub którzy nie stosowali fizykoterapii, może dojść do deformacji stawów. Z czasem stawy tracą wtedy pełną ruchomość i jej przywrócenie może okazać się niemożliwe.
Ważną komplikacją w przebiegu choroby może być amyloidoza. Amyloid może ulegać odkładaniu w ważnych dla życia narządów, powodując ich uszkodzenie:
- nerki
- wątroba
- przewód pokarmowy
- serce

Podejrzenie rozwoju amyloidozy może nasuwać białkomocz, powiększenie wątroby i śledziony i dolegliwości ze strony przewodu pokarmowego. Jeżeli stan zapalny nie zostanie opanowany, z czasem dochodzi do rozwoju przewlekłej niewydolności nerek, ze znaczną śmiertelnością.

## Historia
- pierwsze doniesienia druga połowa XIX wieku
- Lucien Cornil (1888-1952), ustalił początek zachorowanie na zapalenie stawów u 29-letniej chorej na 12 rok życia
- Mayer S. Diamantberger w 1891 roku po raz pierwszy opisał przypadki przewlekłego zapalenia stawów u dzieci
- klasycznego opisu MIZS dokonał Still w 1897 roku
- Still wyodrębnił także tzw. systemową postać MIZS (choroba Stilla)